# Roncocreagris murphyorum
Espèce
Roncocreagris murphyorum est une espèce de pseudoscorpions de la famille des Neobisiidae.

## Distribution
Cette espèce est endémique du Nord au Portugal. Elle se rencontre dans le parc national de Peneda-Gerês.

## Description
La femelle holotype mesure 2,0 mm.

## Étymologie
Cette espèce est nommée en l'honneur de Frances et John A. Murphy.

## Publication originale
- Judson, 1992 : Roncocreagris murphyorum n. sp. and Occitanobisium nanum (Beier) n. comb. (Neobisiidae) from Iberia, with notes on the sternal glands of pseudoscorpions (Chelonethi). Bulletin of the British Arachnological Society, vol. 9, no 1, p. 26-30 (texte intégral).